# Луњола (Ријети)
Луњола је насеље у Италији у округу Ријети, региону Лацио.
Према процени из 2011. у насељу је живело 55 становника. Насеље се налази на надморској висини од 415 м.